# Сръбска къща
Сръбската къща е музей, посветен на събитията от т.нар. Албанска голгота. Намира се в Керкира на остров Корфу на адрес Μουστοξύδου 19 (Moustoxidi 19). В него понастоящем е настанено почетно консулство на Република Сърбия.